# Cathal mac Conchobar mac Taidg
Pour les articles homonymes, voir Cathal mac Conchobair.
Cathal mac Conchobar mac Taidg (mort en 1010) fut roi de Connacht de 973 à 1010. Il appartient à la lignée du sept Síl Muiredaig des  Uí Briúin Aí.

## Règne
Cathal est le fils de Conchobar mac Taidg le fondateur éponyme de la lignée des Ui Conchobair et roi de Connacht de 966 à 973. Il succède au trône à son cousin et homonyme Cathal mac Taidg roi en 973 avant d'être tué la même année lors d'un combat contre le roi d'Ailech  Murchad Ua Flaithbertaig  Sa fille  Dub Chablaigh  (morte en 1009) fut la dernière épouse de Brian Boru. Il a comme successeur son fils Tadg in Eich Gil mac Cathail meic Conchobair roi de Connacht de 1010 à 1030.

## Descendance
```
    
Cathal mac Conchobar mac Taidg
, † 1010.
    |
    |__________________________________________________________________________________________________
    |                   |                            |          |             |                       |
    |                   |                            |          |             |                       |
    Dub Chablaigh       
Tadg in Eich Gil
, † 1030.   Brian,     Conchobor,    In Cléirech, fl. 1044.  Tadhg Díreach
   =
Brian Boru
          =?                           † 1029      fl. 1029.    |                       |
    |                   |  roi de Connacht                                    |_________              |
    |                   |                                                     |        |              An Gilla Lónach
    Domnall?            
Áed in Gai Bernaig
,                                   |        |
    |                     roi de Connacht en 1046,                           Tadg,    Conchobar,
    |                        † 1067.                                         † 1056.    † 1069.
    Diarmait,
    † 1051.
```

## Sources
- (en) Francis John Byrne, Irish Kings and High Kings, 3rd revised edition, Dublin: Four Courts Press, 2001.  (ISBN 978-1-85182-196-9)
- Ua Ruairc, in Seán Duffy (ed.), Medieval Ireland: An Encyclopedia. Routledge. 2005. pp.
- (en) T.W Moody, F.X. Martin, F.J. Byrne A New History of Ireland IX Maps, Genealogies, Lists. A companion to Irish History part II . Oxford University Press réédition 2011  (ISBN 9780199593064) Genealogical tables « 12 Kings of Connacht to 1224 » p. 138.